# Budapest–Szob-vasútvonal
A Budapest–Szob-vasútvonal a MÁV 70-es számú, kétvágányú, villamosított vasútvonala a Dunakanyarban. A magyar és az európai törzshálózat tagja. A történelmi Magyarország első közforgalmú gőzvontatású vasúti pályájaként Pest és Vác között épült 1846-ban. Hossza 62,9 km. Budapesti elővárosi vonal.

## Története

### Kezdetek
A Pestről Bécs felé tartó vasútvonal építését Magyarország már az 1836. évi XXV. törvénycikkben tervbe vette. A két főváros közötti vasút építésére báró Sina György és Szitányi Ullmann Móric kért engedélyt. Az első lépést Ullmann Móric tette meg, a Pest–Vác–Pozsony között építendő vasútvonalra 1837. november 14-én szerezte meg az előmunkálati engedélyt. A tervek elkészítésével Carl-Friedrich Zimpelt (angolosan Charles Frederick Zimpel), porosz mérnököt bízta meg, aki korábban már részt vett vasútépítési munkákban az Amerikai Egyesült Államokban. A vasútvonal terveit Zimpel 1839 júniusáig elkészítette, de anyagi viták miatt az építkezést már nem ő vezette.
Az egyebek mellett több új vasútvonal építéséhez létrehozott Magyar Középponti Vasúttársaság alapszabályát a Helytartótanács 1844 januárjában fogadta el. Az első magyar vasúttársaság kezdeti tevékenységeit az Ullmann Móric által alapított Pesti Magyar Kereskedelmi Bank finanszírozta. A vasúttársaság 1844. június 26-án hirdetett pályázatot a vasúti anyagokra és azok leszállítására. Az építkezés vezetésére, Zimpel helyett, a szintén porosz hadmérnököt, August Wilhelm Beyset (magyarosan Beyse Ágoston Vilmos) szerződtették.
Beyse vezetésével 1844. október 5-én kezdődtek meg a tényleges vasútépítési munkák. A kivitelezést kezdetben, Beyse elgondolása szerint, kisvállalkozókkal végeztették, így hatékonyabban ellenőrizhette a munkákat. Ullmann Móric nyomására azonban egyre több feladatot nagyvállalkozók kaptak, megszaporodtak a visszaélések, a hamis elszámolások. Beyse a visszaélések miatt kialakult vitái miatt 1845. október 30-án felmondott, munkáját Lachner Károly építészeti igazgató, illetve Wurmb Kornél mérnökkapitány vette át és fejezte be.
A pesti indóház építésével Ifj. Zitterbarth Mátyást bízták meg, az építkezést 1845. március 11-én kezdték meg, a mai Nyugati pályaudvar helyén.
1845 májusától az elkészült alépítményre megkezdték a kavicságyazat terítését, a kavicsot a Duna medréből nyerték. 1845 októberétől megkezdődött a Dunán, hajóval szállított sínek kirakodása. A 19,49 kg/fm tömegű talpnélküli és a 26,6 kg/fm tömegű szélestalpú vassíneket a witkowitzi, prevaly-i, wolfsbergi, illetve walesi vasművek, a sínszegeket és kapcsolószereket a resiczai vasmű gyártotta. A sínekkel egyidőben, folyamatosan szállították a hazai tölgyesekből kitermelt 50 000 darab talpfát is, amelyeket telítetlenül építettek be. A fővágányba a 26,6 kg/fm tömegű (későbbiekben "A" jelű), szélestalpú síneket fektették. Az 5,69 m hosszú vassíneket hat talpfára, sínszegekkel erősítették. A sínvégeket rövid hevederekkel közös talpfára, szilárdan illesztették.
Az első gőzmozdonyokat a belga Cockerill cégtől szerezték be, amelyeket szétszedett állapotban, szintén hajón szállítottak Pestre. A 10,9 tonna adhéziós tömegű, 50-60 lóerős mozdonyok próbautakon mért átlagsebessége 43 km/h volt. A kezdetekben használt Pest és Buda nevű mozdonyokat Jedlik Ányos vezetésével vizsgálták felül. A pálya és a járművek biztonságának ellenőrzése érdekében az első mozdonyos próbamenetet, Pest és Palota között 1845. november 10-én tartották.
A pálya- és állomásépítési munkákkal, illetve a műtárgyak építésével az ideiglenes végállomásig, Vácig, 1846 közepére készültek el. A vasútvonal üzembe helyezéséhez szükséges műtanrendőri bejárást 1846. július 5-én tartották, Dubraviczky Simon helytartósági tanácsos vezetésével.
A kezdetben egyvágányú Pest–Vác közötti vasútvonalat 1846. július 15-én nyitották meg ünnepélyes keretek között, József nádor és családja jelenlétében. A különvonat a 33,6 km hosszú utat, a Dunakeszin tartott 10 perces tartózkodással, 59 perc alatt tette meg. A vasútvonalon Petőfi Sándor is utazott, ennek a hatására írta Vasúton című versét.

### Osztrák tulajdonban
A Magyar Középponti Vasúttársaság egy év múlva, 1847. szeptember 1-jén átadta újabb vasútvonalát Pest és Szolnok között, de a társaság anyagi ereje kimerült, elsősorban az építési tőkekeret túllépései miatt. A vasúttársaság rossz gazdasági helyzetét betetőzte az 1848. évi politikai helyzet, majd a kirobbant 1848–49-es forradalom és szabadságharc, ennek ellenére 1848. augusztus 20-án üzembe helyezte a Pest–Bécs közötti vasútvonal másik szakaszát Marchegg és Pozsony között. A magyar szabadságharc után, 1850. március 7-én a vasúttársaság megszűnt, a működő és építés alatt lévő vasútvonalait az osztrák kormány felvásárolta.
Az osztrák állami vasutak részeként létrehozott Délkeleti Államvasút (németül k.k. Südöstliche Staatsbahn) a Magyar Középponti Vasúttársaság tervbe vett vasútvonalai közül a Vác–Pozsony vonalszakasz építését is megkezdte. Az építést Anton Rost vezette, a híres osztrák vasútépítő mérnök, Carl von Ghega közreműködésével.
A felépítményt a korábban épített vonalszakaszokhoz hasonlóan alakították ki, a 26,6 kg/fm tömegű  "A" jelű vassíneket sínmezőnként hat talpfára, kavicságyazatba fektették. Miután a vasútvonal a Duna bal partján haladt, elkerülték ugyan egy nagy Duna híd építését, azonban több közepes méretű hidat voltak kénytelen építeni a Nyitra, a Vág, a Garam és az Ipoly folyók felett. Ezeket a hidakat először fából építették, később cserélték őket vasszerkezetűre. A zebegényi 7x7,5 m nyílású boltozott híd (Hétlyukú híd) falazata terméskőből, boltívei téglából épültek, a völgyhíd jelenleg is üzemben van. (A magas vonalvezetés miatt a legtöbb műtárgy a nagymarosi szakaszon található.)
A továbbra is egyvágányúnak épített vasútvonal rendkívül gyorsan készült el, a Vác és Párkánynána közötti 44 km hosszú szakaszt 1850. december 16-án, a Párkánynána és Pozsony közötti 135 km hosszú szakaszt 1851. szeptember 6-án helyezték üzembe.
Az 1854-es pénzügyi válság következményeként 1855. január 1-jével az osztrák kormány eladta az üzemelő és építés alatt lévő magyarországi vasútvonalait a frissen megalakult osztrák Államvasút-társaságnak (németül k. k. privilegierte österreichische Staatseisenbahn-Gesellschaft), amely nevével ellentétben magánvasút-társaság volt.
A Pest–Vác közötti vonalszakaszon a második vágányt már az osztrák Államvasút-társaság építette. Az 1868–1869 közötti vágányépítésnél már 6,95 m hosszú, 37,2 kg/fm tömegű, "G" jelű vassíneket, illetve 6,64 m hosszú, 30 kg/fm tömegű, "h" jelű acélsíneket használtak, ilyen típusú sínekre cserélték le az első vágány sínjeit is. Sűrítették a talpfákat is, az aljtávolságot a korábbi 95 cm-ről 90 cm-re csökkentették. A növekvő forgalom következtében folyamatosan bővített pesti indóházat, az Államvasút-társaság 1874–1877 között teljesen átépítette, az új pályaudvart 1877. október 28-án nyitották meg.
Az új épület építése kapcsán Pest város vezetése 1872-ben győzte meg az illetékes vasúttársaságot három, a vasúti balesetek megelőzését célzó átkelőhely építéséről is, mely egy hidat és két aluljárót foglalt magába. A híd a Nádor, később Ferdinánd hídnak nevezett felüljáró lett, a két aluljáró közül az egyik az Aréna, ma Dózsa György útnál létesült „kocsik és gyalog kelők számára”, míg a másik csak gyalogos alagút a Marhahajtó út, ma Podmaniczky utca és a Lőportorony utcza, ma Bulcsú utca között épült meg, ez utóbbi 1874. május 20. és október 20. között. Érdekesség, hogy ezáltal ez a műtárgy lett a főváros első gyalogos aluljárója, megelőzve az 1963-as belvárosi astoriait is. (A 188 méter hosszú alagút felújítása 2022-ben készült el.)

### Ismét magyar tulajdonban
A Baross Gábor által kezdeményezett egységes vasúti hálózat kialakításának egyik fontos eleme volt az osztrák Államvasút-társaság magyarországi vonalainak államosítása. Az 1891. évi XXV., illetve XXXVIII. törvénycikk alapján, több más vasútvonal mellett, ez a vonal is a MÁV tulajdonába került. A MÁV folytatta a kétvágányúsítást, a Vác és Párkánynána közötti második vágány építését 1893-ra fejezte be.
1920-ban a trianoni békeszerződés Csehszlovákiához csatolta a Budapest–Pozsony-vonal nagy részét, magyar területen csak a Budapest–Vác–Szob szakasz maradt. A Győr-Hegyeshalom irány vált Magyarország első számú kapcsolatává Bécs felé.
A vasútvonalon Nyugati pályaudvar és Dunakeszi-Alag állomások között, 15 kV 50 Hz feszültséggel táplált felsővezetéket építettek ki, amelyet 1923. október 31-én helyeztek üzembe. A kísérleti villamosított szakaszon zajlottak 1928-ig a Kandó Kálmán által kifejlesztett, nagyvasúti vontatásra alkalmas, V50 sorozatú villanymozdony próbamenetei. Ebben az időszakban a kétvágányú pálya felépítményében 12 m hosszú, 42,8 kg/fm tömegű, „I” jelű sínek feküdtek. A kísérleti felsővezeték-rendszer a második világháborúban nagymértékben megrongálódott, ezért elbontották.
1938 őszén az I. bécsi döntés keretében Magyarország visszakapta a vasútvonal jelentős részét, Szobtól Párkánynánán, Érsekújváron, Galántán át Szencig. A második  világháború végével azonban újra a régi határok álltak vissza, Szob ismét határállomás lett.
Az 1936–1943 közötti időszakban csaknem a teljes vonalhosszon felépítménycserét végeztek. Az új pályában 24 és 36 m hosszú 44,3 kg/fm tömegű sínek feküdtek, 77 cm aljbeosztású talpfákon. Göd és Nagymaros között bádeni rendszerű vasaljakat fektettek a talpfák helyett.
A vonal feletti Ferdinánd híd (Élmunkás híd) 1940–1942 között újult meg Sávoly Pál tervei alapján. A Dózsa György úti aluljáró is megváltozott, az ötvenes évekre a már megszaporodó vágányok miatt egy újabb, szélesebb vasbeton híd létesült.
A következő felépítménycserét 1967-ben kezdték meg, az 1971-ig tartó munkák folyamán Budapest és Vác között újult meg a vasúti pálya. A villamos üzem ismételt felvételét (1971. december 22., 25 kV 50 Hz) megelőző pályafelújítás során a már hézagnélkülien kialakított pályába 48 kg/fm tömegű síneket fektettek, vasbetonaljakra. A Váctól Szobig tartó vonalszakasz 1971–1973 között elvégzett korszerűsítési munkái során már 54 kg/fm tömegű síneket alkalmaztak. A korszerűsítéssel megnövelték az ívsugarakat, valamint 4,10 m-re növelték a vágánytengely-távolságot. Az alépítményi hibák kijavítása mellett a szükséges helyeken védőréteget és víztelenítő műveket építettek be, felújították a tám- és görgetegfogó falakat is. 

### A 21. században
2013–2015 között teljesen megújult a váci állomás.
2020. június 17-én a szünetelő Dömösi átkelés megállóhelynél egy kilométernyi szakaszon a Szent Mihály-hegy meredek oldalában a görgeteg fogó támfal fölött 800 köbméternyi sáros föld és kőtörmelék zúdult a pályára. A csapadékos időjárás következtében leomlott anyag a párthuzamos 12-es főutat is elzárta. A károk helyreállítása és az újjáépítés munkálatai alatt a forgalmat a Mahart vonatpótló hajójáratai is teljesítették, ugyanis hozzájuk képest a Kóspallag - Márianosztra útvonalon, nagy kerülővel közlekedő pótlóbuszok menetidője hosszabb volt. Azóta ezen a szakaszon Szob felé 40, Vác felé 60 km/h állandó lassújel került kitűzésre.
2022 márciusában a Bulcsú és Podmaniczky utca között, a Nyugati pályaudvar tárolóvágányai alatt húzódó gyalogos és kerékpáros alagút is megújult.
A nagy mennyiségű eső következtében 2022. június 9-én Dömösi átkelés megállóhelynél már 1,7 km-es szakaszon zúdult 10 ezer köbméternyi sárlavina a pályára, emiatt a MÁV két hónapos vágányzárat rendelt el. A forgalmat a szokásos útvonalon ismét buszokkal és hajókkal pótolták.
2025 májusában miniszterelnöki szintű megállapodás született Magyarország és Szlovákia között a határátkelési lehetőségek bővítéséről, ezen belül többek között a Párkány és Szob közötti vasúti kínálat bővítéséről.

## Felépítmény
A vasútvonal jelenlegi felépítménye az ezredforduló óta Rákospalota-Újpest és Vác állomások között hézagnélküli, 60 kg/fm sínrendszerű, a sínek SKL-14 (Rákospalota-Újpest és Dunakeszi között Pandrol Fastclip) típusú sínleerősítéssel, LW jelű vasbetonaljakon fekszenek. Vác és Szob állomások között a pálya szintén hézagnélküli, 54 kg/fm sínrendszerű, a sínek SKL-3 sínleerősítéssel LM jelű aljakra vannak rögzítve.

### Maximális sebesség
| Kezdőpont                      | Végpont            | Hossz [km] | Sebesség [km/h] |
| ------------------------------ | ------------------ | ---------- | --------------- |
| Nyugati pályaudvar             | Rákosrendező       | 3          | 60              |
| Rákosrendező (északi elágazás) | Rákospalota-Újpest | 5          | 80              |
| Rákospalota-Újpest             | Vác                | 25         | 120             |
| Vác                            | Szob               | 30         | 100             |

## Forgalom, járművek
Magyarország legforgalmasabb elővárosi vasútvonala. 2019-ben átlagosan 34488 fő utazott rajta naponta. Hétköznapokon a hivatásforgalom, hétvégén inkább a turistaforgalom a jellemző. Hazánkban az ütemes menetrendet először ezen és a veresegyházi vonalon, 2004 szeptember 29-én vezették be. A belföldi személyvonatok a Nyugati pályaudvarról indulnak és Vácig vagy Szobig közlekednek. A vonalon három vonatnem közlekedik: személyvonat, gyorsított vonat (Budapest-Nyugati és Vác között csak a nagyobb állomásokon áll meg, Váctól Szobig mindenhol) illetve zónázó vonat (Budapest-Nyugati és Vác között nem áll meg, Szobig viszont mindenhol megáll) A MÁV a személyszállítást 2020-tól kezdve a legújabb Stadler KISS villamos motorvonatokkal végzi a vonalon. A forgalomba állított motorvonatok mennyiségével arányosan a régi V43 mozdonyokkal továbbított ingavonatokkal kiegészítve. Hétvégén néhány járat kivételével szinte kizárólag Flirt és KISS motorvonatok közlekednek.
A Budapest-Pozsony-Prága-Berlin irányú nemzetközi EuroCity-vonatok (pl. Hungária EuroCity) is erre közlekednek. A szerelvényeket zömében a szlovák vasút 350-es sorozatú és a cseh vasút 380-as sorozatú mozdonyai vontatják, amelyek sokáig megállás nélkül közlekedtek a vonalon Keleti pályaudvar és Párkány között, de a 2007/2008-as vasúti menetrend érvénybe lépése óta már Vácott, Nagymaros-Visegrád és Szob állomáson is megállnak. Jelentős a teherforgalom is a vonalon, a MÁV általában V63 sorozatú mozdonyával továbbítva, illetve nagyobb részt magánvasutak különböző gépeivel.
A többi elővárosi vonallal együtt 2014. december 14-én megjelentek a viszonylatszámok az utasok jobb tájékoztatása érdekében. A viszonylatszámok a vonatok megállási rendjére utalnak. A személyvonatokat S-el, a gyorsított vonatokat G-vel, a zónázó vonatokat Z-vel jelölik.

### Utasforgalom
| Év   | Utasszám    | Változás |
| ---- | ----------- | -------- |
| 2023 | 11,4 millió |          |

## Járatok
A lista a 2024–2025-ös menetrend adatait tartalmazza. A páratlan vonatszámú járatok Budapest felé, a páros vonatszámú járatok Szob felé közlekednek.
| Vonat                                           | Útvonal |
| személyvonatok                                  | személyvonatok |
| ----------------------------------------------- | --- |
| S70                                             | Budapest-Nyugati – Vác (– Szob) |
| G70                                             | Budapest-Nyugati – Vác – Szob |
| Z70                                             | Budapest-Nyugati – Vác – Szob |
| expresszvonat (csak nyári szezonban közlekedik) | |
| 18702/18703 Jégmadár                            | Szob – Vác – Budapest-Kelenföld – Székesfehérvár – Siófok – Fonyód                                                                     |
| nemzetközi vonatok                              | |
| 270–281 Metropolitan                            | Budapest-Nyugati – Vác – Bratislava hlavná stanica – Brno hlavní nádraží – Praha hlavní nádraží                                        |
| 172/173 Hungária                                | Budapest-Nyugati – Vác – Bratislava hlavná stanica – Brno hlavní nádraží – Praha hlavní nádraží – Berlin Hauptbahnhof – Hamburg-Altona |
| 130/131 Báthory                                 | Budapest-Nyugati – Vác – Bratislava hlavná stanica – Břeclav – Ostrava hlavní nádraží – Katowice – Warszawa Centralna – Terespol       |
| 476/477 Metropol                                | Budapest-Nyugati – Vác – Bratislava hlavná stanica – Břeclav – Praha hlavní nádraží/Kraków Główny/Berlin-Charlottenburg                |

## Balesetek
- 1974. július 17-én a Nyugati pályaudvar és Vác között ingázó személyvonat a hajnali órákban Vác végállomásra érkezett. A szerelvény vezérlőkocsival nem rendelkezett, ezért V43 típusú mozdonyát leakasztották, majd körüljárásra a II. vágány váltója felé haladt. Ekkor a III. vágányra Szob felől érkező személyvonat járt be. A tolató mozdony vezetője – észlelve a közeledő szerelvényt – fékezni, majd vészfékezni próbálta a járművet, de fékhatást nem tapasztalt, ezért kiugrott a vezetőállásból. A magára hagyott mozdony felvágott egy váltót, majd 31 km/órával[19] haladva ütközött az utasokat szállító, 60 km/óra[19] sebességgel haladó szerelvénnyel. A balesetben két utas meghalt, nyolcvanan (utasok és vasúti dolgozók) megsérültek, többen végtagjukat veszítették.[20]
- A zebegényi vasúti baleset 1998. augusztus 29-én történt, amikor 15 óra 51 perckor a 2144. sz. személyvonat kb. 68 km/h-s sebességgel beleütközött az előtte haladó IC 310-be Zebegény megállóhely közelében. A személyvonat mozdonya, illetve 8 személykocsi megrongálódott, több közülük felborult. A személyvonat vezetője életét vesztette, 20 ember megsérült.

## Érdekességek
A vasútvonal bejárható virtuálisan a Microsoft Train Simulator játékkal is, ha letöltjük az Alföld nevű magyar kiegészítőt hozzá.

## Galéria

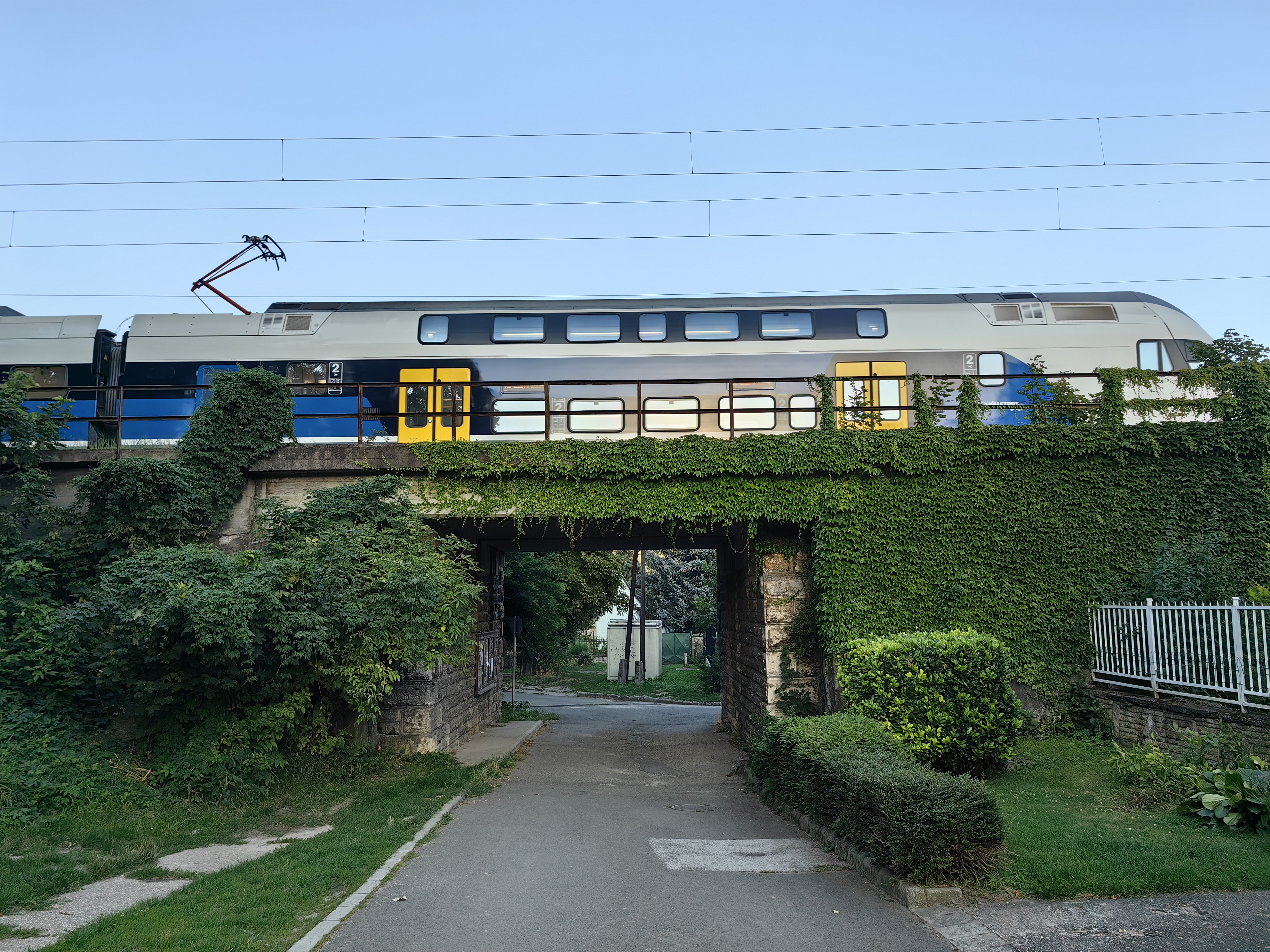
Nagymaros-Visegrád megállóhely egyik közúti aluljárója 2023-ban
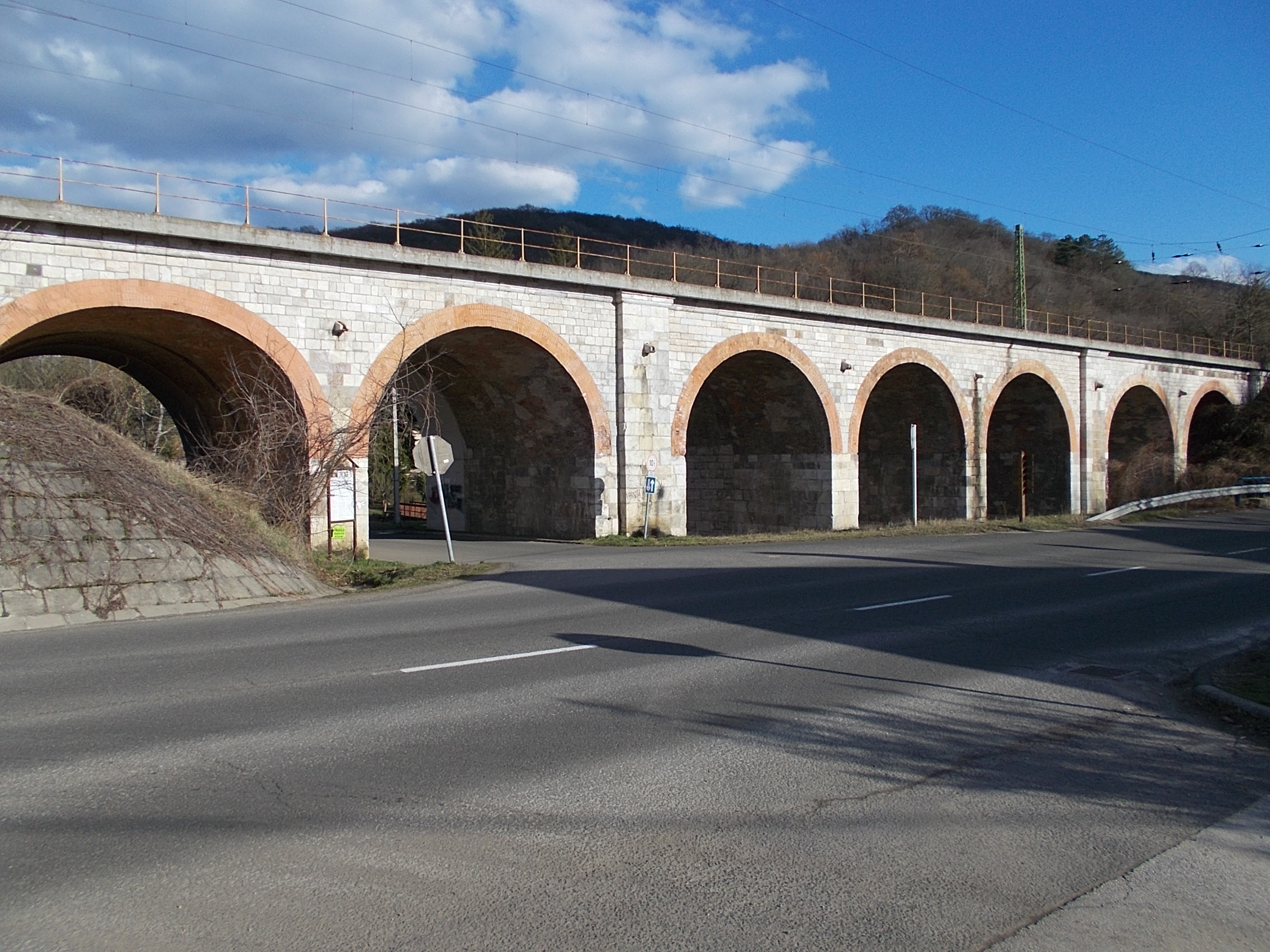
A Hétlyukú híd a zebegényi Malomvölgyi-patak felett 2020-ban
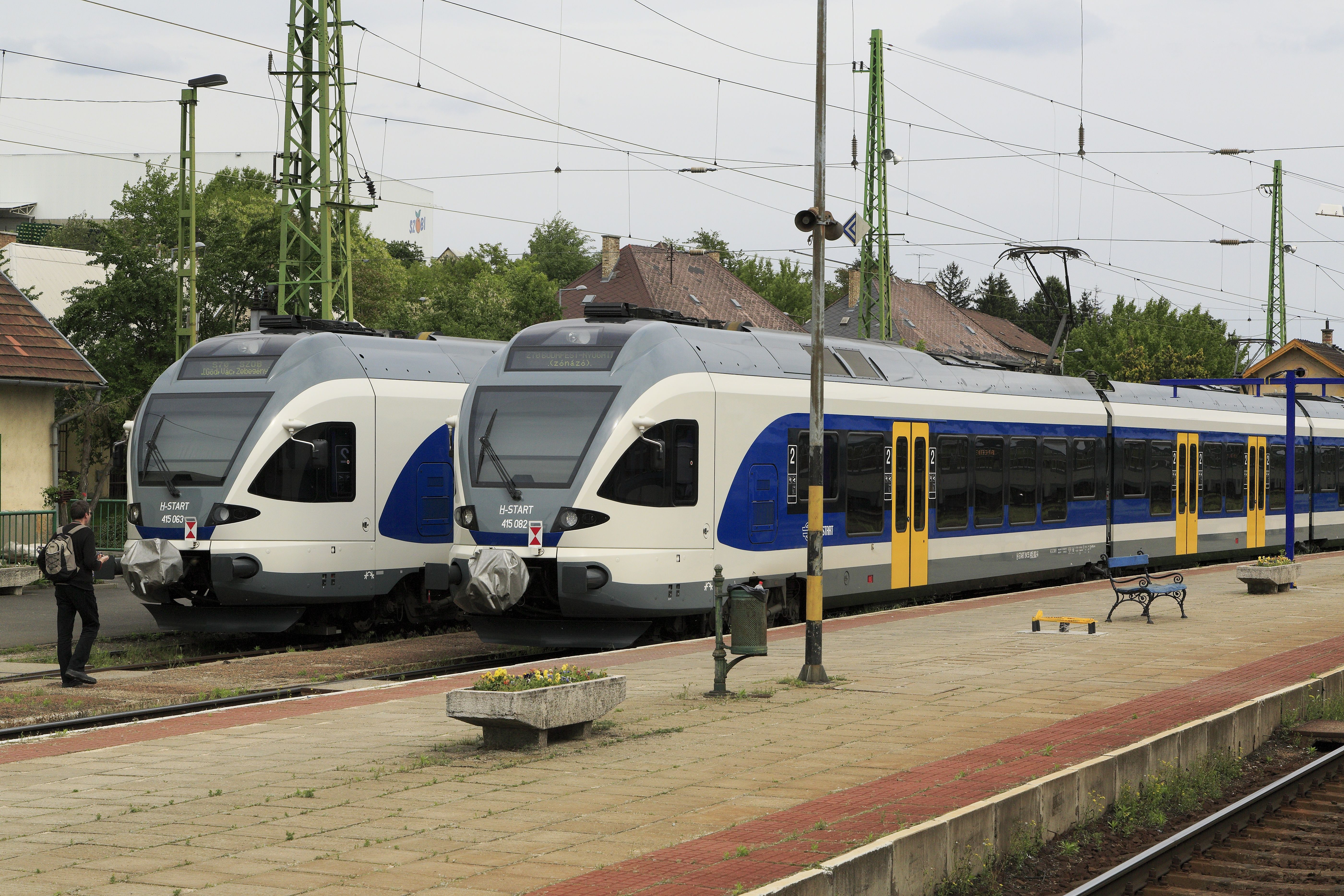
Stadler FLIRT motorvonatok Szobon 2016-ban
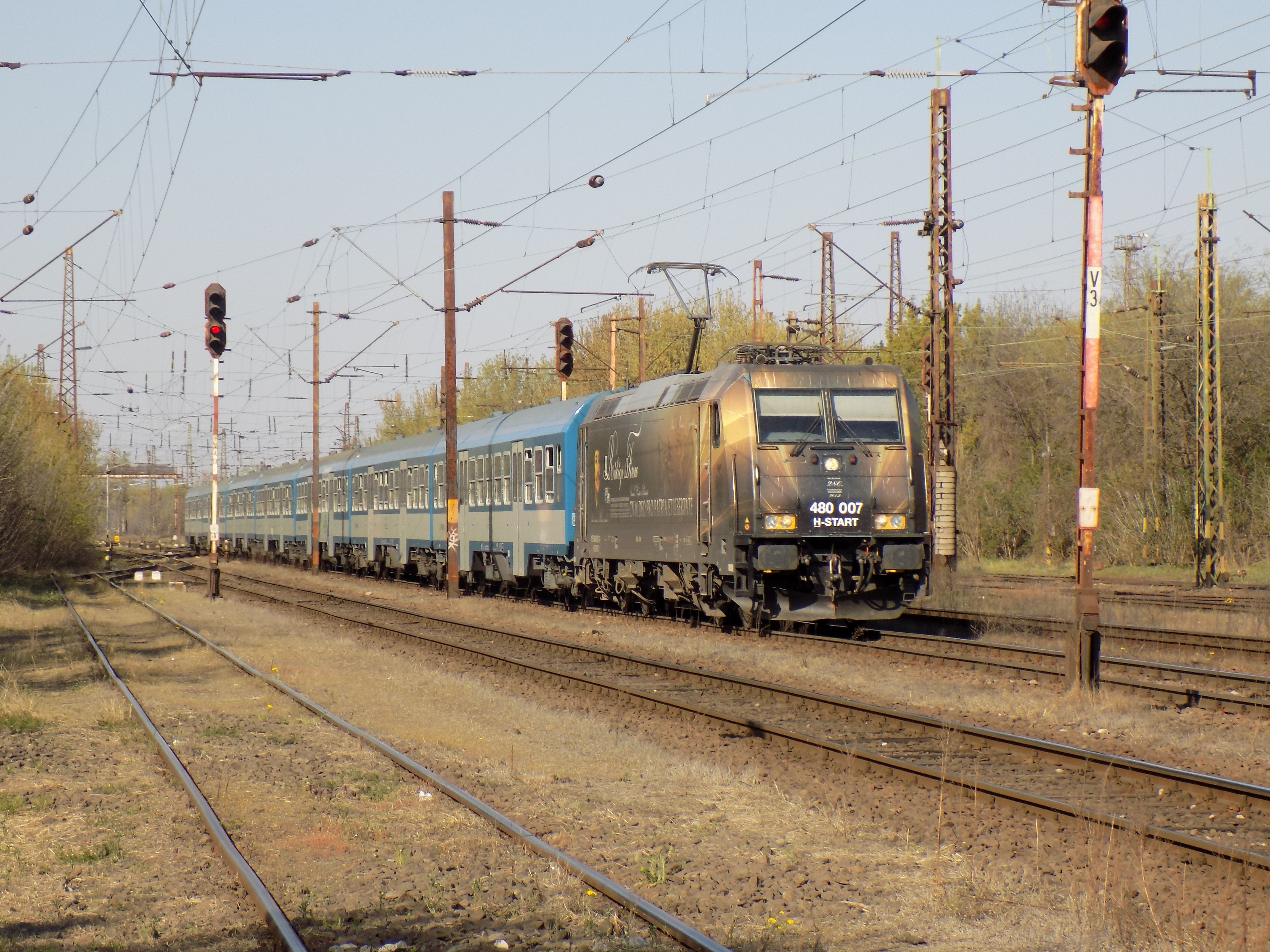
S70-es személyvonat Rákosrendező előtt 2020-ban
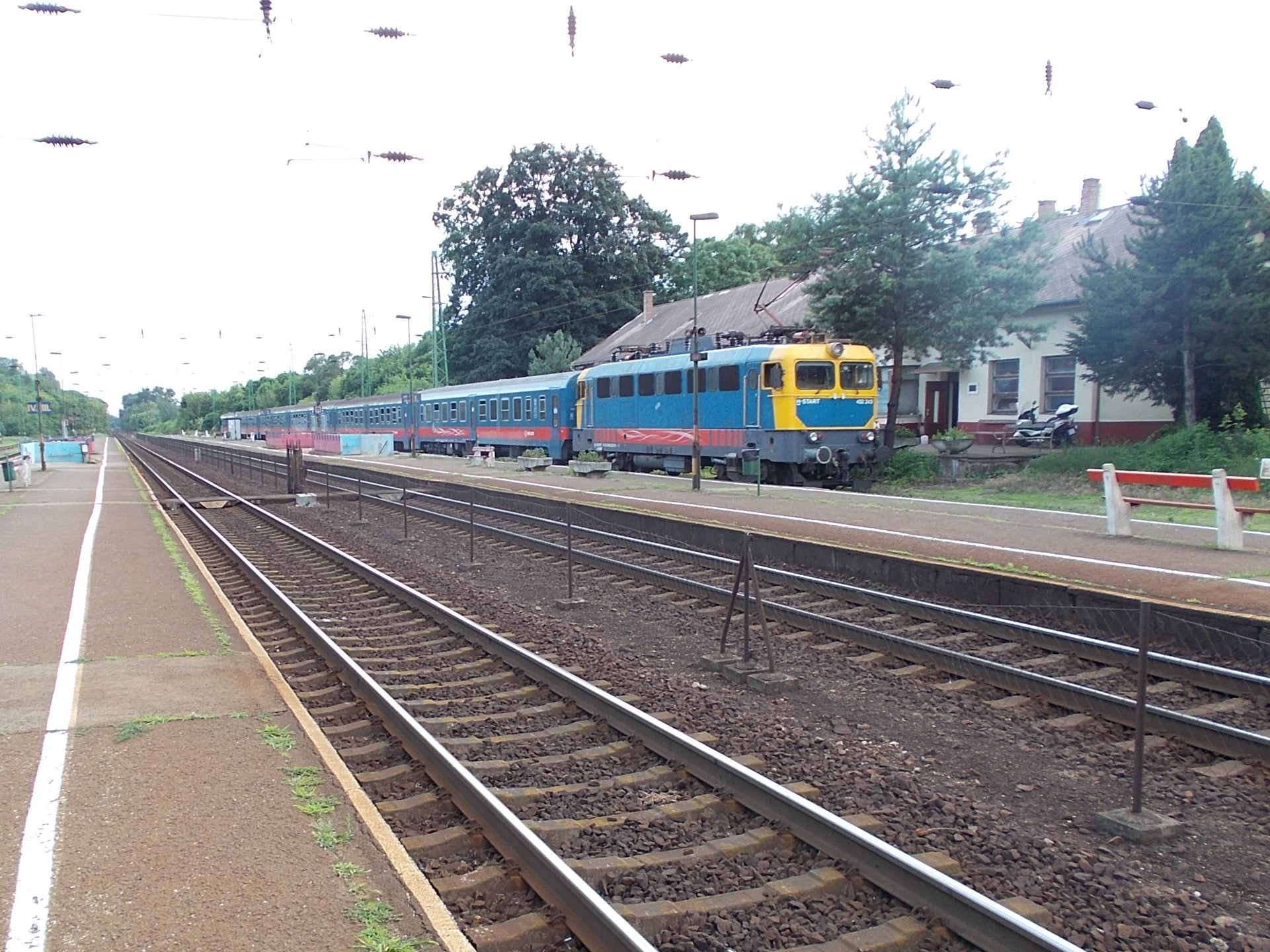
MÁV V43-as ingavonat Göd vasútállomáson 2020-ban
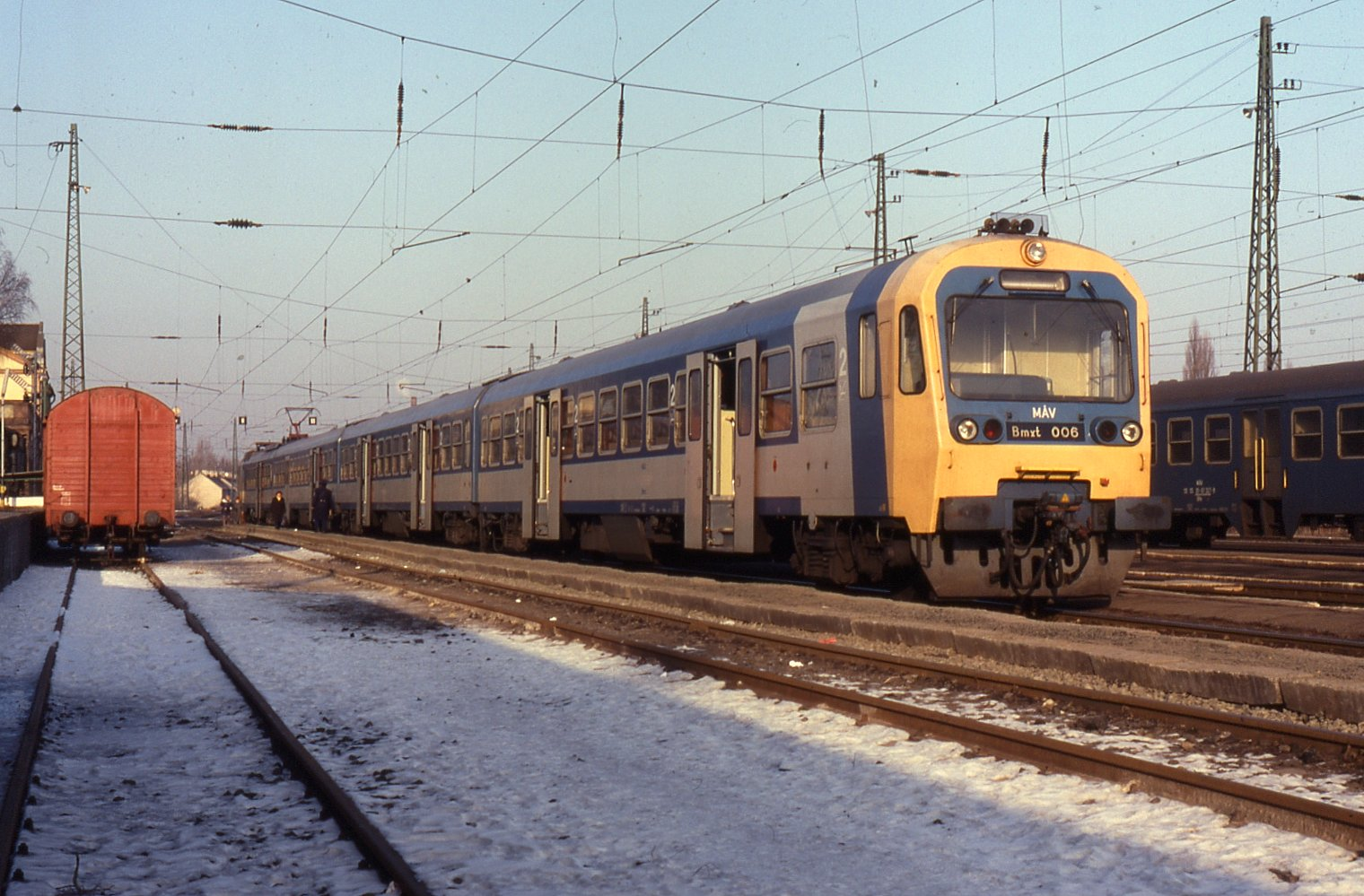
BDVmot motorvonat Vác vasútállomáson 1993-ban
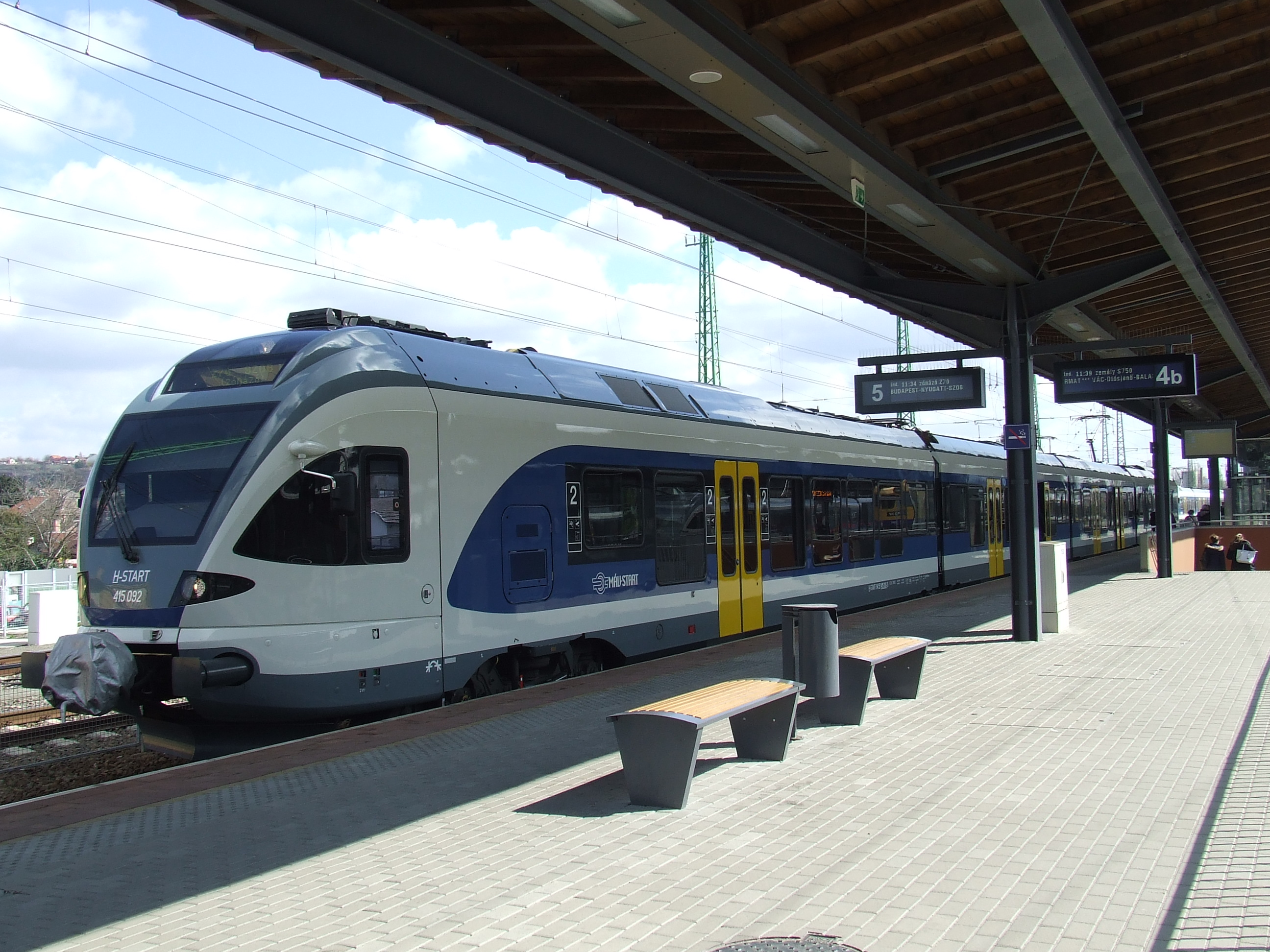
Stadler FLIRT motorvonat Vác vasútállomáson
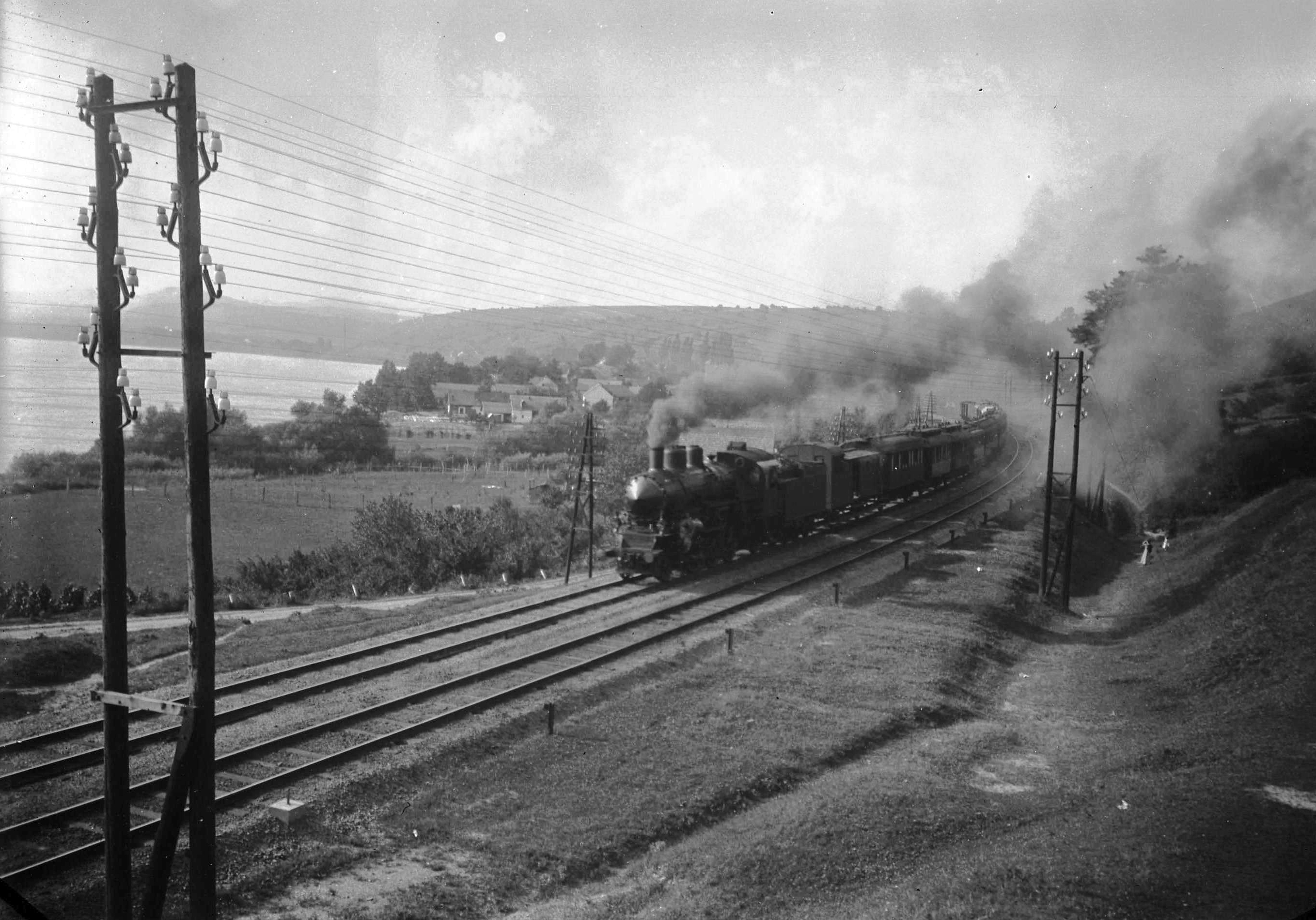
Vác felé tartó vonat halad át a Verőce és Kismaros között folyó Morgó-patak fölött 1932-ben
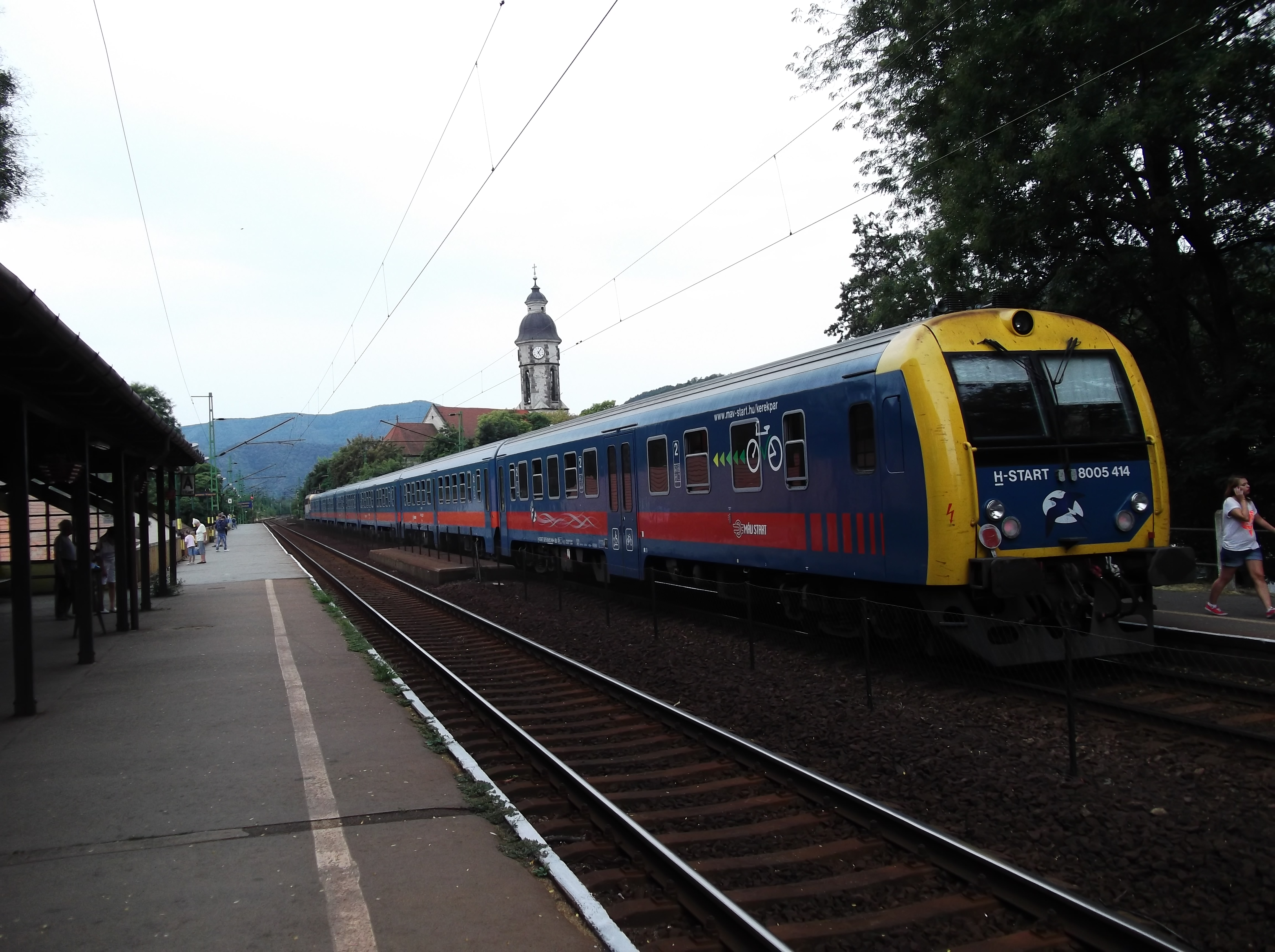
MÁV V43 mozdony vontatta ingavonat Nagymaros-Visegrád megállóhelyen 2013-ban
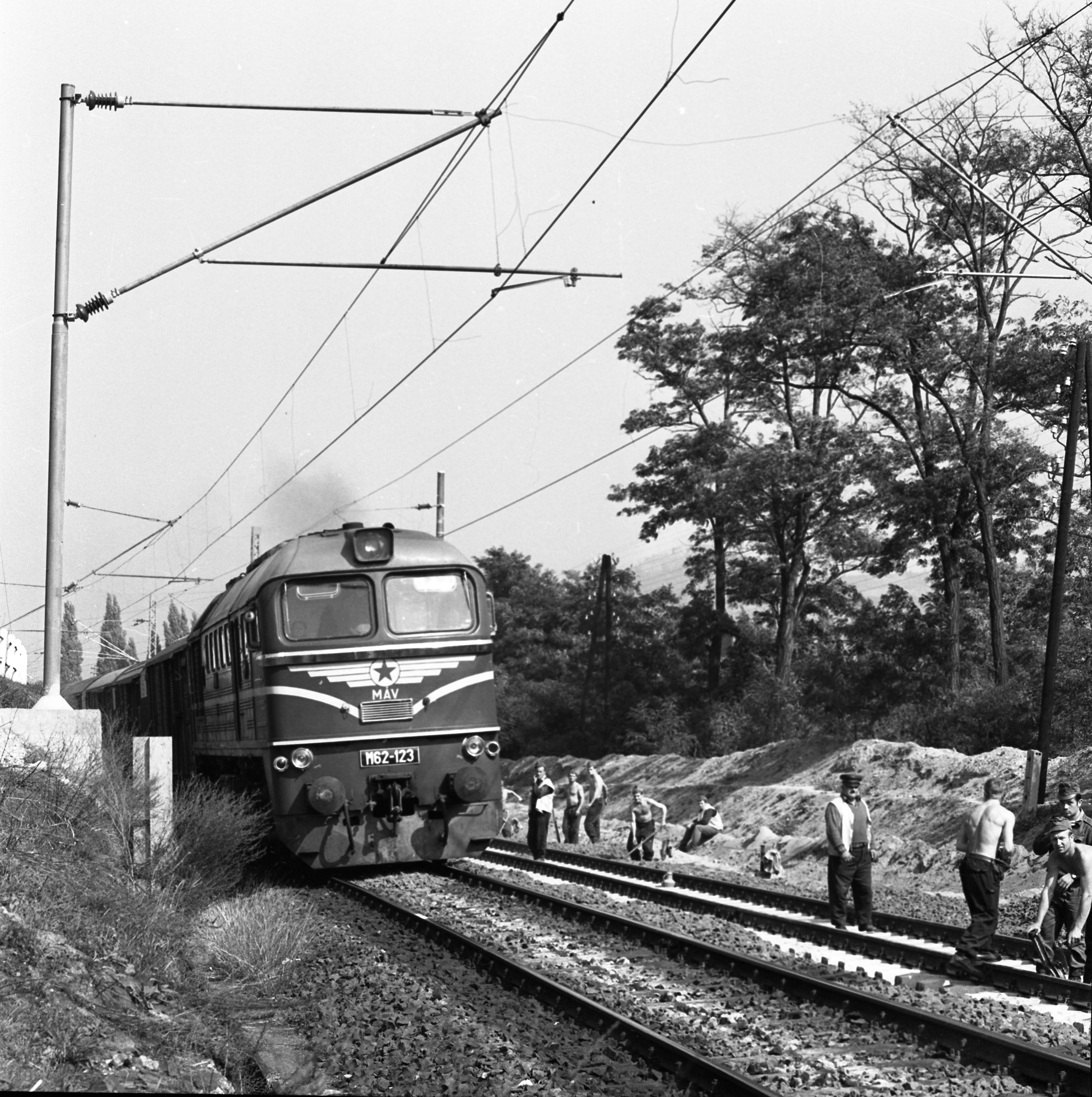
MÁV M62-es mozdony Zebegény határában, a vonal rekonstrukciója idején 1971-ben
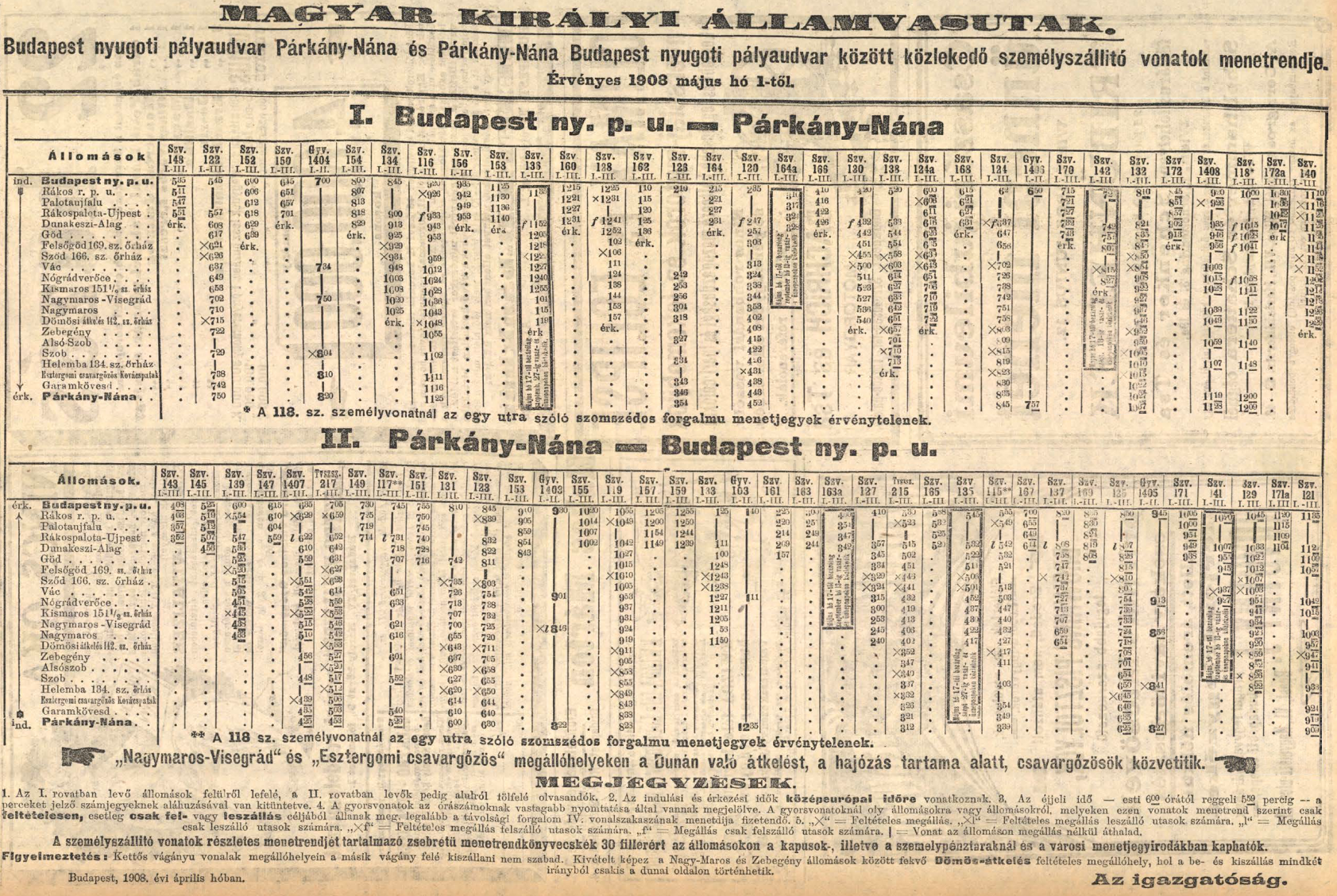
Budapest-Párkány-Nána 1908. nyári vasúti menetrend